# Landgericht Gleiwitz
Das Landgericht Gleiwitz war ein preußisches Gericht der ordentlichen Gerichtsbarkeit im Bezirk des Oberlandesgerichtes Breslau mit Sitz in Gleiwitz.

## Geschichte
Das königlich preußische Landgericht Gleiwitz wurde mit Wirkung zum 1. Oktober 1879 als eines von 14 Landgerichten im Bezirk des Oberlandesgerichtes Breslau gebildet. Der Sitz des Gerichtes war Gleiwitz. Das Landgericht war danach für den Landkreis Zabrze und große Teile der Kreise Gleiwitz und Pleß zuständig. Ihm waren folgende Amtsgerichte zugeordnet:
| Amtsgericht               | Sitz          | Bezirk |
| ------------------------- | ------------- | --- |
| Amtsgericht Gleiwitz      | Gleiwitz      | Kreis Gleiwitz, außer dem Teil, der den Amtsgerichten Peiskretscham, Tarnowitz (gehörte zum Landgericht Beuthen) und Tost zugeordnet war                                                                      |
| Amtsgericht Nicolai       | Nicolai       | aus dem Kreis Pleß der Stadtbezirk Nicolai und die Amtsbezirke Emanuelsseegen, Gardawitz, Ober Lazisk, Mittel Lazisk, Mokrau, Petrowitz, Podlesie, Ornontowitz, Orzesche, Smilowitz, Tichau, Wyrow und Zawisc |
| Amtsgericht Peiskretscham | Peiskretscham | aus dem Kreis Gleiwitz der Stadtbezirk Peiskretscham und der Amtsbezirk ŁubieLubie und Teile der Amtsbezirke Bynnek, Kamienietz, Schieroth und Sersno                                                         |
| Amtsgericht Pleß          | Pleß          | Kreis Pleß, außer dem Teil, der den Amtsgerichten Myslowitz (gehörte zum Landgericht Beuthen), Nicolai und Sohrau zugeordnet war                                                                              |
| Amtsgericht Tost          | Tost          | aus dem Kreis Gleiwitz der Stadtbezirk Tost, die Amtsbezirke Kottlischowitz, Groß Kottulin, Langendorf, Schwieben, Slupsko und Schloss Tost sowie Teile der Amtsbezirke Bitschin und Schieroth                |
| Amtsgericht Zabrze        | Zabrze        | Kreis Zabrze |

Der  Landgerichtsbezirk hatte 1888 zusammen 202.543 Einwohner. Am Gericht waren ein Präsident, ein Direktor und acht Richter tätig. Am Amtsgericht Pleß bestand eine Strafkammer für die Amtsgerichte Pleß und Nikolai. Aufgrund des Versailler Vertrags und der Volksabstimmung in Oberschlesien am 20. März 1921 mussten der Kreis Pleß und kleinere Teile des restlichen Landgerichtsbezirks an Polen abgetreten werden. Dies betraf die Amtsgerichte Pleß und Nicolai. Während der deutschen Besetzung Polens ab 1939 kamen im Jahre 1940 die Amtsgerichte Pleß und Nicolai wieder zum Landgerichtsbezirk hinzu. Zum 1. April 1941 wurden die Landgerichtsbezirke Beuthen-Kattowitz, Bielitz, Gleiwitz, Neisse, Oppeln, Ratibor und Teschen dem neugeschaffenen Oberlandesgericht Kattowitz zugeschlagen.
Im Jahre 1945 wurden der Landgerichtsbezirk unter polnische Verwaltung gestellt und die deutschen Einwohner vertrieben. Damit endete auch die Geschichte des Landgerichtes Gleiwitz.

## Landesarbeitsgericht Gleiwitz
Gemäß Arbeitsgerichtsgesetz vom 23. Dezember 1926 wurden in Deutschland Arbeitsgerichte gebildet. Diese waren nur in der ersten Instanz unabhängig, die Landesarbeitsgerichte waren den Landgerichten zugeordnet. Am Landgericht Gleiwitz entstand so 1927 das Landesarbeitsgericht Gleiwitz als eines von drei Landesarbeitsgericht im Bezirk des Oberlandesgerichtes Breslau. Dem Landesarbeitsgericht Gleiwitz waren folgende Arbeitsgerichte zugeteilt: Arbeitsgericht Beuthen, Arbeitsgericht Gleiwitz, Arbeitsgericht Hindenburg, Arbeitsgericht Kreuzburg (Oberschlesien), Arbeitsgericht Neiße, Arbeitsgericht Oppeln und Arbeitsgericht Ratibor. Mit Verfügung des Breslauer Oberlandesgerichtspräsidenten vom 24. Januar 1940 entstand noch das Arbeitsgericht Bielitz, welches dem Landgericht Gleiwitz zugeordnet wurde, da am Landgericht Bielitz kein eigenes LAG gebildet wurde. Nach der Besetzung Deutschlands durch die Alliierten endete 1945 auch die Geschichte des LAG Gleiwitz.

## Richter
- Otto Grützner, Landgerichtsdirektor[10]
- Ernst Schmiedel, Landgerichtsdirektor[11]